# Kvalifikace na Mistrovství Evropy ve fotbale 2012 – skupina D
Skupina D kvalifikace na Mistrovství Evropy ve fotbale 2012 byla jednou z 9 kvalifikačních skupin na tento šampionát. Postup na závěrečný turnaj si zajistil vítěz skupiny. Druhý tým skupiny hrál buď baráž, nebo postoupil také přímo (pokud byl nejlepší v žebříčku týmů na druhých místech).

## Tabulka
| Tým                 | Z  | V | R | P | GV | GI | +/- | B  |
| ------------------- | -- | - | - | - | -- | -- | --- | -- |
| Francie             | 10 | 6 | 3 | 1 | 15 | 4  | +11 | 21 |
| Bosna a Hercegovina | 10 | 6 | 2 | 2 | 17 | 8  | +9  | 20 |
| Rumunsko            | 10 | 3 | 5 | 2 | 13 | 9  | +4  | 14 |
| Bělorusko           | 10 | 3 | 4 | 3 | 8  | 7  | +1  | 13 |
| Albánie             | 10 | 2 | 3 | 5 | 7  | 14 | -7  | 9  |
| Lucembursko         | 10 | 1 | 1 | 8 | 3  | 21 | -18 | 4  |

## Zápasy
| 3. září 2010 |        |            |                                                            |
| Rumunsko     | 1 – 1  | Albánie    | Piatra Neamţ diváci: 13 000 rozhodčí: Robert Schörgenhofer |
| Stancu 80'   | Report | 87' Muzaka | Piatra Neamţ diváci: 13 000 rozhodčí: Robert Schörgenhofer |

| 3. září 2010 |        |                                 |                                                    |
| Lucembursko  | 0 – 3  | Bosna a Hercegovina             | Lucemburk diváci: 7 327 rozhodčí: Veaceslav Banari |
|              | Report | 6' Ibričić 12' Pjanić 16' Džeko | Lucemburk diváci: 7 327 rozhodčí: Veaceslav Banari |

| 3. září 2010 |        |             |                                                     |
| Francie      | 0 – 1  | Bělorusko   | Saint-Denis diváci: 76 395 rozhodčí: William Collum |
|              | Report | 86' Kislyak | Saint-Denis diváci: 76 395 rozhodčí: William Collum |

| 7. září 2010 |        |          |                                               |
| Bělorusko    | 0 – 0  | Rumunsko | Minsk diváci: 20 000 rozhodčí: Pavel Královec |
|              | Report |          | Minsk diváci: 20 000 rozhodčí: Pavel Královec |

| 7. září 2010 |        |             |                                               |
| Albánie      | 1 – 0  | Lucembursko | Tirana diváci: 11 800 rozhodčí: Richard Trutz |
| Salihi 37'   | Report |             | Tirana diváci: 11 800 rozhodčí: Richard Trutz |

| 7. září 2010        |        |                         |                                               |
| Bosna a Hercegovina | 0 – 2  | Francie                 | Sarajevo diváci: 30 000 rozhodčí: Felix Brych |
|                     | Report | 72' Benzema 78' Malouda | Sarajevo diváci: 30 000 rozhodčí: Felix Brych |

| 8. října 2010 |        |           |                                                      |
| Lucembursko   | 0 – 0  | Bělorusko | Lucemburk diváci: 1 857 rozhodčí: Aleksandar Stavrev |
|               | Report |           | Lucemburk diváci: 1 857 rozhodčí: Aleksandar Stavrev |

| 8. října 2010 |        |                     |                                                    |
| Albánie       | 1 – 1  | Bosna a Hercegovina | Tirana diváci: 11 300 rozhodčí: Kristinn Jakobsson |
| Duro 45+2'    | Report | 21' Ibišević        | Tirana diváci: 11 300 rozhodčí: Kristinn Jakobsson |

| 9. října 2010           |        |          |                                                    |
| Francie                 | 2 – 0  | Rumunsko | Saint-Denis diváci: 79 299 rozhodčí: Pedro Proença |
| Rémy 83' Gourcuff 90+3' | Report |          | Saint-Denis diváci: 79 299 rozhodčí: Pedro Proença |

| 12. října 2010           |        |         |                                               |
| Bělorusko                | 2 – 0  | Albánie | Minsk diváci: 7 000 rozhodčí: Peter Rasmussen |
| Rodionov 10' Krivets 77' | Report |         | Minsk diváci: 7 000 rozhodčí: Peter Rasmussen |

| 12. října 2010           |        |             |                                         |
| Francie                  | 2 – 0  | Lucembursko | Mety diváci: 24 710 rozhodčí: Matej Jug |
| Benzema 22' Gourcuff 76' | Report |             | Mety diváci: 24 710 rozhodčí: Matej Jug |

| 25. března 2011 |        |                        |                                                    |
| Lucembursko     | 0 – 2  | Francie                | Lucemburk diváci: 8 400 rozhodčí: Tom Harald Hagen |
|                 | Report | 28' Mexès 72' Gourcuff | Lucemburk diváci: 8 400 rozhodčí: Tom Harald Hagen |

| 26. března 2011 |        |           |                                                      |
| Albánie         | 1 – 0  | Bělorusko | Tirana diváci: 11 500 rozhodčí: Markus Strömbergsson |
| Salihi 62'      | Report |           | Tirana diváci: 11 500 rozhodčí: Markus Strömbergsson |

| 26. března 2011        |        |            |                                                            |
| Bosna a Hercegovina    | 2 – 1  | Rumunsko   | Zenica diváci: 12 000 rozhodčí: Fernando Teixeira Vitienes |
| Ibišević 63' Džeko 83' | Report | 29' Marica | Zenica diváci: 12 000 rozhodčí: Fernando Teixeira Vitienes |

| 29. března 2011        |        |             |                                                     |
| Rumunsko               | 3 – 1  | Lucembursko | Piatra Neamţ diváci: 14 000 rozhodčí: Hüseyin Göçek |
| Mutu 24', 68' Zicu 78' | Report | 22' Gerson  | Piatra Neamţ diváci: 14 000 rozhodčí: Hüseyin Göçek |

| 3. června 2011           |        |                     |                                                  |
| Rumunsko                 | 3 – 0  | Bosna a Hercegovina | Bukurešť diváci: 10 000 rozhodčí: Jonas Eriksson |
| Mutu 37' Marica 41', 55' | Report |                     | Bukurešť diváci: 10 000 rozhodčí: Jonas Eriksson |

| 3. června 2011   |        |             |                                                         |
| Bělorusko        | 1 – 1  | Francie     | Minsk diváci: 27 000 rozhodčí: David Fernández Borbalán |
| Abidal 20' (vl.) | Report | Malouda 22' | Minsk diváci: 27 000 rozhodčí: David Fernández Borbalán |

| 7. června 2011                    |        |             |                                             |
| Bělorusko                         | 2 – 0  | Lucembursko | Minsk diváci: 9 500 rozhodčí: Anar Salmanov |
| Kornilenko 48' (pen.) Putsila 73' | Report |             | Minsk diváci: 9 500 rozhodčí: Anar Salmanov |

| 7. června 2011               |        |         |                                           |
| Bosna a Hercegovina          | 2 – 0  | Albánie | Zenica diváci: 9 000 rozhodčí: Kevin Blom |
| Medunjanin 67' Maletić 90+1' | Report |         | Zenica diváci: 9 000 rozhodčí: Kevin Blom |

| 2. září 2011 |        |                |                                                  |
| Lucembursko  | 0 – 2  | Rumunsko       | Lucemburk diváci: 2 812 rozhodčí: Sergei Karasev |
|              | Report | Torje 34', 45' | Lucemburk diváci: 2 812 rozhodčí: Sergei Karasev |

| 2. září 2011 |        |                                     |                                              |
| Bělorusko    | 0 – 2  | Bosna a Hercegovina                 | Minsk diváci: 28 500 rozhodčí: Viktor Kassai |
|              | Report | Salihović 21' (pen.) Medunjanin 24' | Minsk diváci: 28 500 rozhodčí: Viktor Kassai |

| 2. září 2011 |        |                        |                                                  |
| Albánie      | 1 – 2  | Francie                | Tirana diváci: 15 600 rozhodčí: Aleksei Nikolaev |
| Bogdani 46'  | Report | Benzema 11' M'Vila 18' | Tirana diváci: 15 600 rozhodčí: Aleksei Nikolaev |

| 6. září 2011 |        |         |                                                                   |
| Rumunsko     | 0 – 0  | Francie | Stadionul Naţional, Bukurešť diváci: 54 000 rozhodčí: Howard Webb |
|              | Report |         | Stadionul Naţional, Bukurešť diváci: 54 000 rozhodčí: Howard Webb |

| 6. září 2011        |        |           |                                                 |
| Bosna a Hercegovina | 1 – 0  | Bělorusko | Zenica diváci: 16 000 rozhodčí: Martin Atkinson |
| Misimović 87'       | Report |           | Zenica diváci: 16 000 rozhodčí: Martin Atkinson |

| 6. září 2011            |        |             |                                                |
| Lucembursko             | 2 – 1  | Albánie     | Lucemburk diváci: 2 132 rozhodčí: Petteri Kari |
| Bettmer 27' Joachim 78' | Report | Bogdani 64' | Lucemburk diváci: 2 132 rozhodčí: Petteri Kari |

| 7. října 2011                                                 |        |             |                                                 |
| Bosna a Hercegovina                                           | 5 – 0  | Lucembursko | Zenica diváci: 10 000 rozhodčí: Simon Lee Evans |
| Džeko 12' Misimović 15', 22' (pen.) Pjanić 36' Medunjanin 51' | Report |             | Zenica diváci: 10 000 rozhodčí: Simon Lee Evans |

| 7. října 2011        |        |                           |                                              |
| Rumunsko             | 2 – 2  | Bělorusko                 | Bukurešť diváci: 29 486 rozhodčí: Alan Kelly |
| Mutu 19', 51' (pen.) | Report | Kornilenko 45' Drahun 82' | Bukurešť diváci: 29 486 rozhodčí: Alan Kelly |

| 7. října 2011                       |        |         |                                                          |
| Francie                             | 3 – 0  | Albánie | Saint-Denis diváci: 67 000 rozhodčí: Michael Koukoulakis |
| Malouda 11' Rémy 37' Réveillère 66' | Report |         | Saint-Denis diváci: 67 000 rozhodčí: Michael Koukoulakis |

| 11. října 2011 |        |            |                                                  |
| Albánie        | 1 – 1  | Rumunsko   | Tirana diváci: 3 000 rozhodčí: Gediminas Mažeika |
| Salihi 24'     | Report | Luchin 77' | Tirana diváci: 3 000 rozhodčí: Gediminas Mažeika |

| 11. října 2011   |        |                     |                                                                     |
| Francie          | 1 – 1  | Bosna a Hercegovina | Stade de France, Saint-Denis diváci: 78 467 rozhodčí: Craig Thomson |
| Nasri 77' (pen.) | Report | Džeko 40'           | Stade de France, Saint-Denis diváci: 78 467 rozhodčí: Craig Thomson |